# Alfredo Pérez Rubalcaba
Alfredo Pérez Rubalcaba (Solares, 28 de julio de 1951-Majadahonda, 10 de mayo de 2019) fue un químico y político español del Partido Socialista Obrero Español (PSOE), que ejerció de vicepresidente del Gobierno durante el segundo gobierno de José Luis Rodríguez Zapatero además de titular de diversas carteras ministeriales durante los gobiernos de Felipe González y José Luis Rodríguez Zapatero. Fue, desde febrero de 2012 hasta julio de 2014, líder de la oposición y secretario general del PSOE, por el que fue candidato a la presidencia del Gobierno en las elecciones generales de 2011.
Doctor en Química por la Universidad Complutense de Madrid y profesor titular de Química Orgánica en el mismo centro, fue ministro de Educación y Ciencia (1992-1993) y ministro de la Presidencia (1993-1996) en los gobiernos de Felipe González. En la V legislatura, fue diputado por la circunscripción electoral de Toledo (desde 1993), pasando a serlo por Madrid tras las elecciones de 1996 y 2000, por Cantabria en 2004 y por Cádiz en 2008. En abril de 2006 fue nombrado ministro del Interior. El 21 de octubre de 2010 tomó posesión como vicepresidente primero y portavoz del Gobierno de España, conservando además sus responsabilidades en el Ministerio del Interior. Renunció a ellas en julio de 2011 para presentarse como candidato del PSOE a la presidencia del Gobierno en las elecciones generales de ese año. En septiembre de 2014 abandonó la política para regresar a las clases de Química orgánica en la Universidad Complutense tras 32 años de excedencia en su puesto, clases que impartió hasta su fallecimiento en mayo de 2019.

## Biografía

### Inicios y formación académica
Nació en 1951 en Solares, localidad perteneciente al municipio cántabro de Medio Cudeyo, a través de cuya agrupación local estuvo afiliado al Partido Socialista de Cantabria. Pronto se trasladó junto a su familia al madrileño barrio de Salamanca. Criado en el seno de una familia acomodada, era hijo de un piloto de Iberia y nieto de un capitán del ejército republicano. 
Estudió en el Colegio del Pilar de Madrid. Ingresó en el PSOE en 1974, en el que comenzó a colaborar en la Federación Socialista Madrileña y, más tarde, en las comisiones de Enseñanza e Investigación tanto del partido como del Grupo Parlamentario Socialista. Compatibilizaba estas colaboraciones con sus estudios y la práctica del atletismo, llegando a correr en 1975 los 100 metros lisos en 10,9 segundos en los Campeonatos de España Universitarios, defendiendo los colores de la sección de atletismo del Celta de Vigo.
Contrajo matrimonio en 1979 con Pilar Goya, compañera suya en la Facultad de Ciencias Químicas de la UCM y a quien ya conocía desde pequeño.
Accedió en 1984 a la plaza de profesor titular en el área de Química Orgánica. También trabajó en la Universidad de Constanza (Alemania), en el incipiente Colegio universitario de Ciudad Real y en la Universidad de Montpellier (Francia). Sus trabajos de investigación se centraron en los mecanismos de reacción publicando una veintena de artículos científicos. Hablaba castellano, inglés y francés con fluidez, y tenía conocimientos de alemán debido a su estancia en la Universidad de Constanza.

### Carrera política en el gobierno de Felipe González

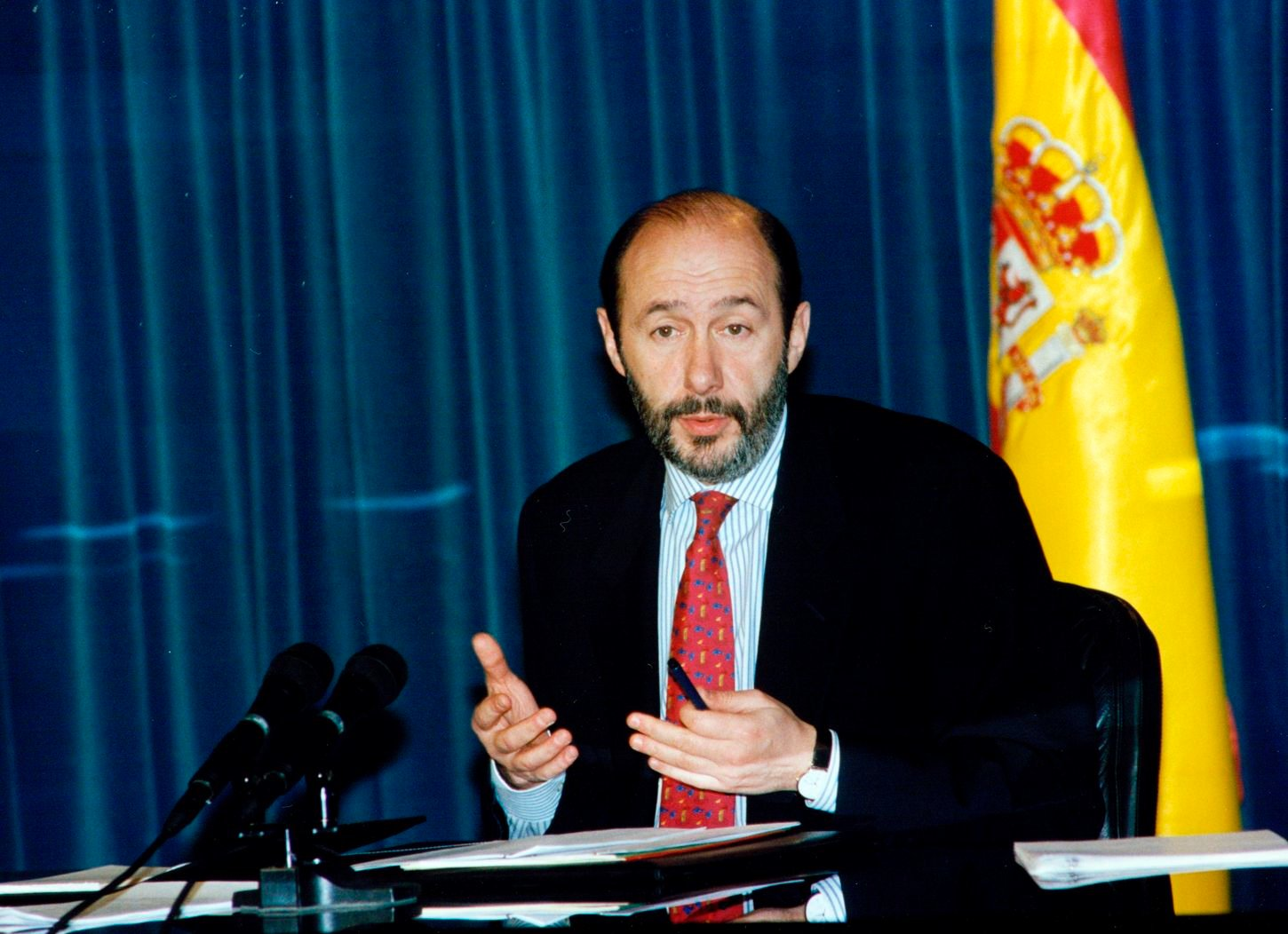
En abril de 1996.

Con la llegada al gobierno del PSOE en 1982, Rubalcaba asumió distintos cargos relacionados con la Educación, tales como director del Gabinete Técnico de la Secretaría de Estado de Universidades e Investigación (1982-1985), y director general de Enseñanza Universitaria (1985-1986). En 1986 fue nombrado secretario general de Educación, cargo que fue elevado al rango de secretaría de Estado en 1988, y en 1992 fue nombrado ministro de Educación y Ciencia.
Desde estas posiciones, Rubalcaba colaboró en la elaboración y posterior ejecución de la Ley Orgánica de Ordenación General del Sistema Educativo (LOGSE), norma trascendental en el sistema educativo español pues modificó los antiguos niveles de EGB y COU, pasando al actual sistema de Infantil, Primaria, ESO y Bachillerato, extendía la educación obligatoria hasta los 16 años y potenciaba la formación profesional (FP). Igualmente, en el ámbito de la educación superior impulsó la Ley de Reforma Universitaria aprobada en 1983.
Tras las elecciones generales de 1993, el PSOE salió debilitado, muy lejos de las mayorías absolutas de los primeros años del felipismo. El por entonces presidente del Gobierno, Felipe González, le nombró ministro de la Presidencia y de Relaciones con las Cortes y portavoz del Gobierno, cargos en los que se mantuvo hasta las elecciones generales de 1996. Durante estos tres años, Rubalcaba tuvo que usar su personalidad negociadora para mantener unas buenas relaciones con un Congreso de los Diputados que ya no controlaban y su talento orador al frente de la portavocía para hacer frente a las reiteradas acusaciones contra el Gobierno socialista en relación con los GAL y los escándalos sobre los papeles del CESID, pasando por el caso Filesa o la fuga de Roldán.
En las elecciones generales de marzo de 1996, que el PSOE perdió frente al Partido Popular (PP), Rubalcaba resultó elegido diputado por Madrid.

### En la oposición a José María Aznar
Un año más tarde, en el XXXIV Congreso del PSOE, fue elegido miembro de la Ejecutiva y secretario de Comunicación. Su inclusión en las listas del partido por parte del por entonces secretario general del PSOE, Joaquín Almunia, vino a refrendar su notable importancia en el partido en la nueva etapa. De hecho, fue uno de los principales encargados de mantener contactos con el gobierno popular sobre ETA a raíz de la tregua de 1999.
En el XXXV Congreso socialista, en el que José Luis Rodríguez Zapatero fue elegido nuevo secretario general del PSOE, Rubalcaba entró a formar parte del Comité Federal del partido.
En esta etapa, encabezó la delegación socialista que acordó con el PP el denominado Pacto por la Libertades y contra el Terrorismo, firmado en diciembre de 2000, comúnmente conocido como Pacto Antiterrorista e igualmente encabezó las negociaciones sobre la Ley de Partidos Políticos.

### Gobierno de José Luis Rodríguez Zapatero
En las elecciones generales de marzo de 2004, Rubalcaba fue responsable de la estrategia electoral del PSOE. Algunos analistas políticos le atribuyen un papel decisivo en la victoria socialista.
Tras la constitución de las Cortes, Pérez Rubalcaba fue nombrado portavoz del Grupo Socialista en el Congreso de los Diputados. Desde el 11 de abril de 2006 sustituye a José Antonio Alonso al frente de la cartera de Interior. Es en este ministerio donde va ganando popularidad en el seno de su partido, gracias, entre otras medidas, a la aprobación del «carné por puntos» y a un cambio de rumbo en la lucha antiterrorista. Sin embargo, varios medios de comunicación y partidos políticos acusaron a Rubalcaba de estar involucrado en el caso Faisán, hecho que no ha sido constatado.
Tras la victoria socialista en las elecciones generales de 2008, Pérez Rubalcaba fue renovado en la cartera ministerial, ocupando de nuevo el cargo de ministro del Interior durante la IX Legislatura. Entre el 20 de mayo y el 30 de junio de 2008 asumió interinamente las funciones de ministro de Defensa durante la baja por maternidad de la titular del departamento, Carme Chacón, compaginando dichas funciones con su labor al frente de Interior.

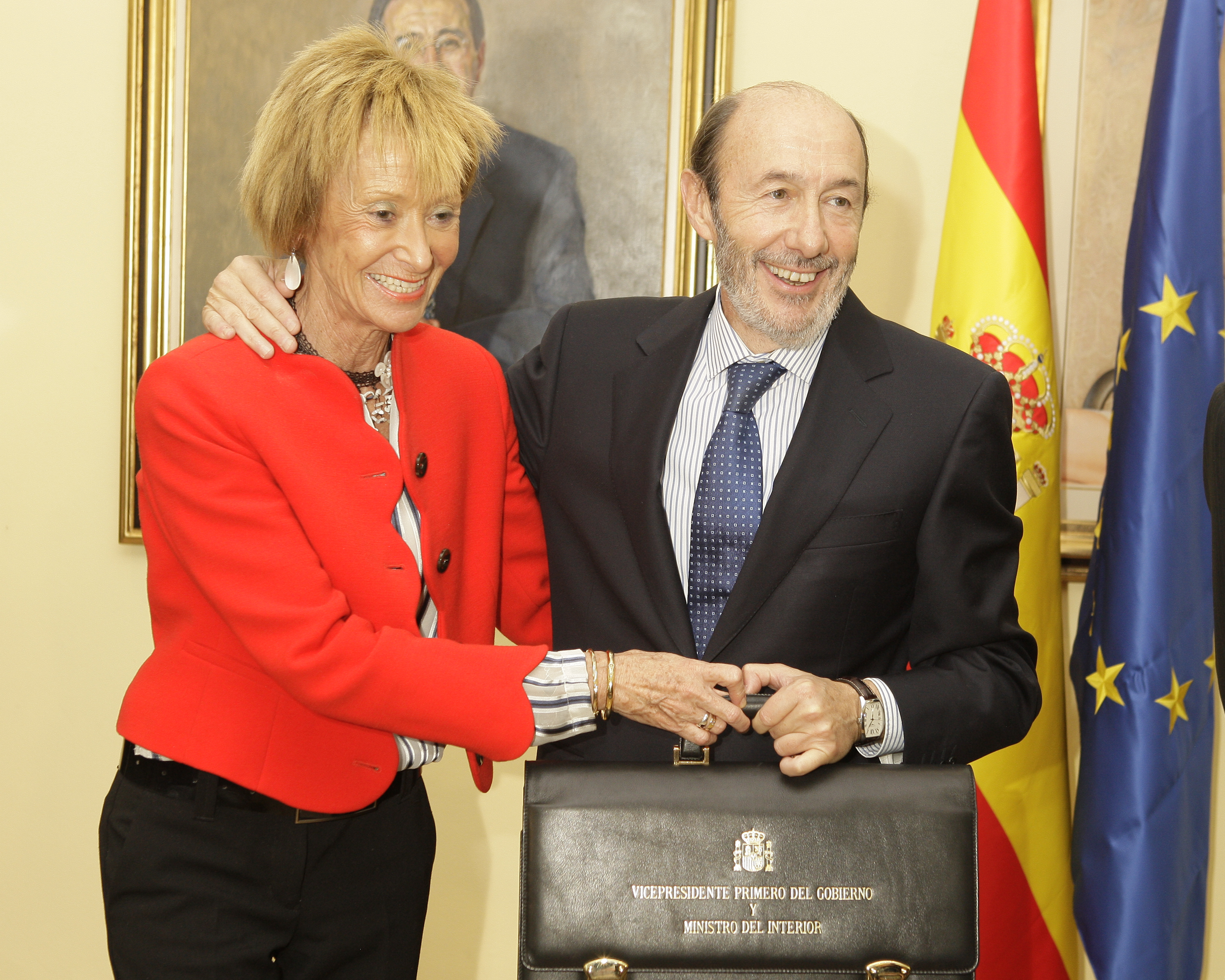
María Teresa Fernández de la Vega entrega la cartera de vicepresidente primero y portavoz del Gobierno a Pérez Rubalcaba

El 21 de octubre de 2010 sustituyó a María Teresa Fernández de la Vega como vicepresidente primero y portavoz del Gobierno, acumulando dichos cargos al de titular de la cartera de Interior.
El balance de los cinco años que Rubalcaba estuvo al frente del Departamento de Interior fue positivo en dos aspectos principales; primero, en lo que a la política vial se refería. Como ya se ha mencionado y, en estrecha colaboración con el director general de Tráfico, Pere Navarro Olivella, Rubalcaba impulsó el carné por puntos, impulsó la reforma del Código Penal para endurecer las penas a los conductores temerarios, aumentó la red de radares, amplió la plantilla de guardias civiles y centró las campañas publicitarias de la DGT en la concienciación de los conductores. Con todas estas medidas, el Ministerio del Interior, con Rubalcaba al frente, consiguió rebajar al mortalidad por accidentes de tráfico de una media de 6000 víctimas anuales a 1500 anuales en 2011.
El segundo aspecto tan positivo como polémico fue la lucha contra el terrorismo de ETA. Rubalcaba centró la lucha antiterrorista en dividir a la banda terrorista, acabando con las organizaciones más duras de la banda como eran Ekin, Segi y Askatasuna y beneficiando a aquellos etarras que se desmarcasen de la banda con medidas como la «vía Nanclares». En octubre de 2011, ETA anunció el «cese definitivo de su actividad armada».

### Candidato a la presidencia del Gobierno
El 27 de mayo de 2011 fue propuesto por el Comité Federal del Partido Socialista Obrero Español como candidato a la presidencia del gobierno en las siguientes elecciones generales.
El 8 de julio de 2011, día anterior a su proclamación oficial como candidato del PSOE a las elecciones generales que se celebraron el 20 de noviembre de 2011, anunció su dimisión de los cargos de vicepresidente primero del Gobierno, ministro del Interior y portavoz del Gobierno para dedicarse con exclusividad a su nuevo papel de candidato.
El PSOE perdió las elecciones generales de 2011 frente al Partido Popular liderado por Mariano Rajoy. Obtuvo 7 millones de votos para el Congreso de los Diputados, lo que se tradujo en 110 asientos en la cámara. En aquel momento constituyó el peor resultado electoral a nivel nacional para el PSOE desde la Transición.

### Secretario general del PSOE

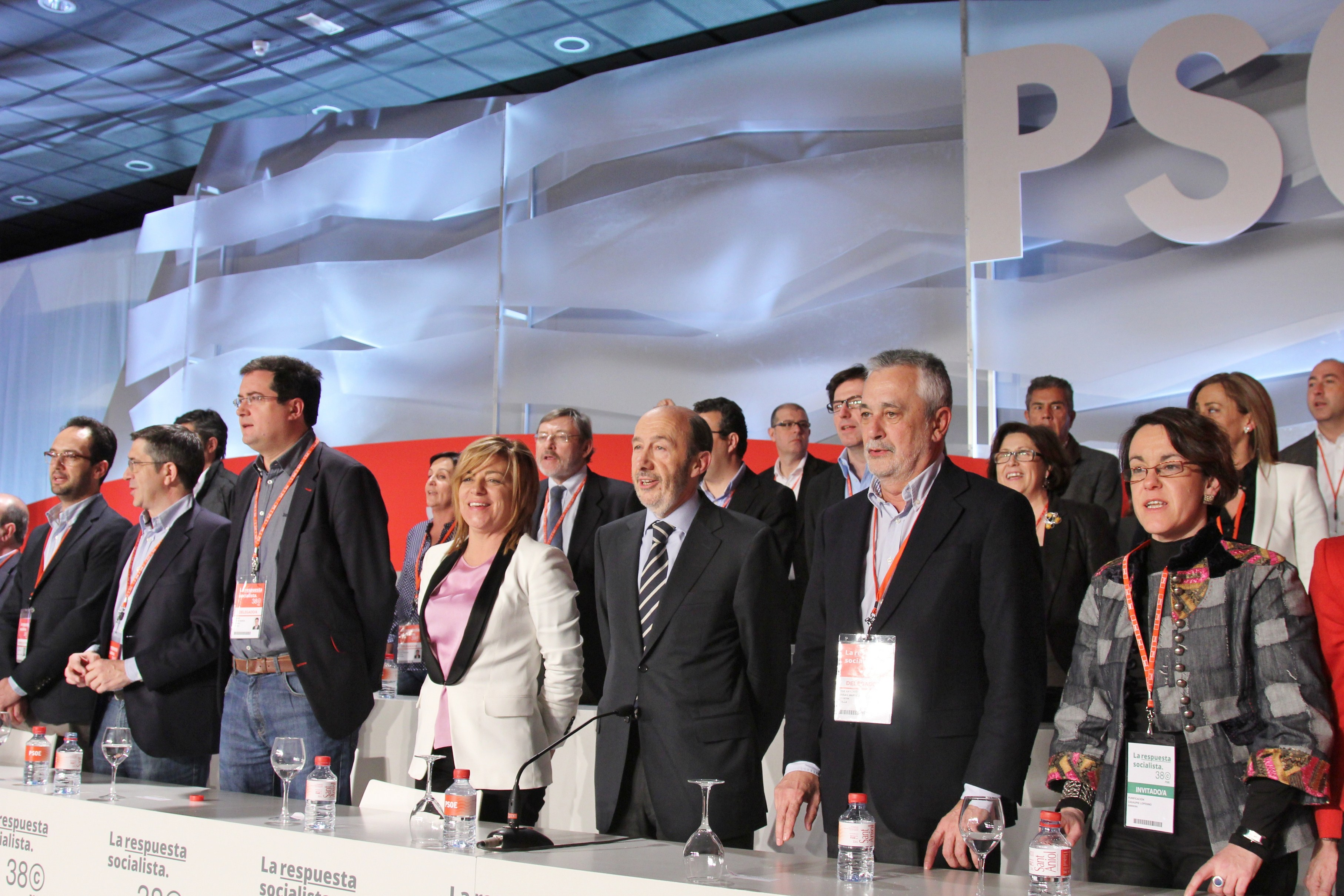
En febrero de 2012 durante el 38.º Congreso Federal del PSOE

Después de la derrota en las elecciones generales del 20 de noviembre de 2011, Rubalcaba presentó su candidatura a la secretaría general del Partido Socialista Obrero Español.
El 4 de febrero de 2012, durante el XXXVIII Congreso del PSOE, se convirtió en el nuevo secretario general socialista tras vencer por 22 votos a la candidatura liderada por Carme Chacón.
El 25 de mayo de 2014, después de los malos resultados cosechados por el PSOE en las elecciones europeas, anunció que abandonaría su cargo de secretario general. Sin embargo, esta decisión se juntó con otra trascendental, la abdicación del rey Juan Carlos I, lo que forzó que retrasase su dimisión para conseguir que el Partido Socialista aprobase la Ley orgánica de abdicación. La ley fue aprobada y el soberano abdicó el 19 de junio.
Una vez conseguido su último gran objetivo político, el 26 de junio anunció que en septiembre renunciaría a su acta de diputado en el Congreso de los Diputados. El 13 de julio de ese mismo año se eligió a su sucesor en la secretaría general del partido mediante primarias, el madrileño Pedro Sánchez, haciéndose efectivo el relevo el 26 de julio.

### Salida de la política

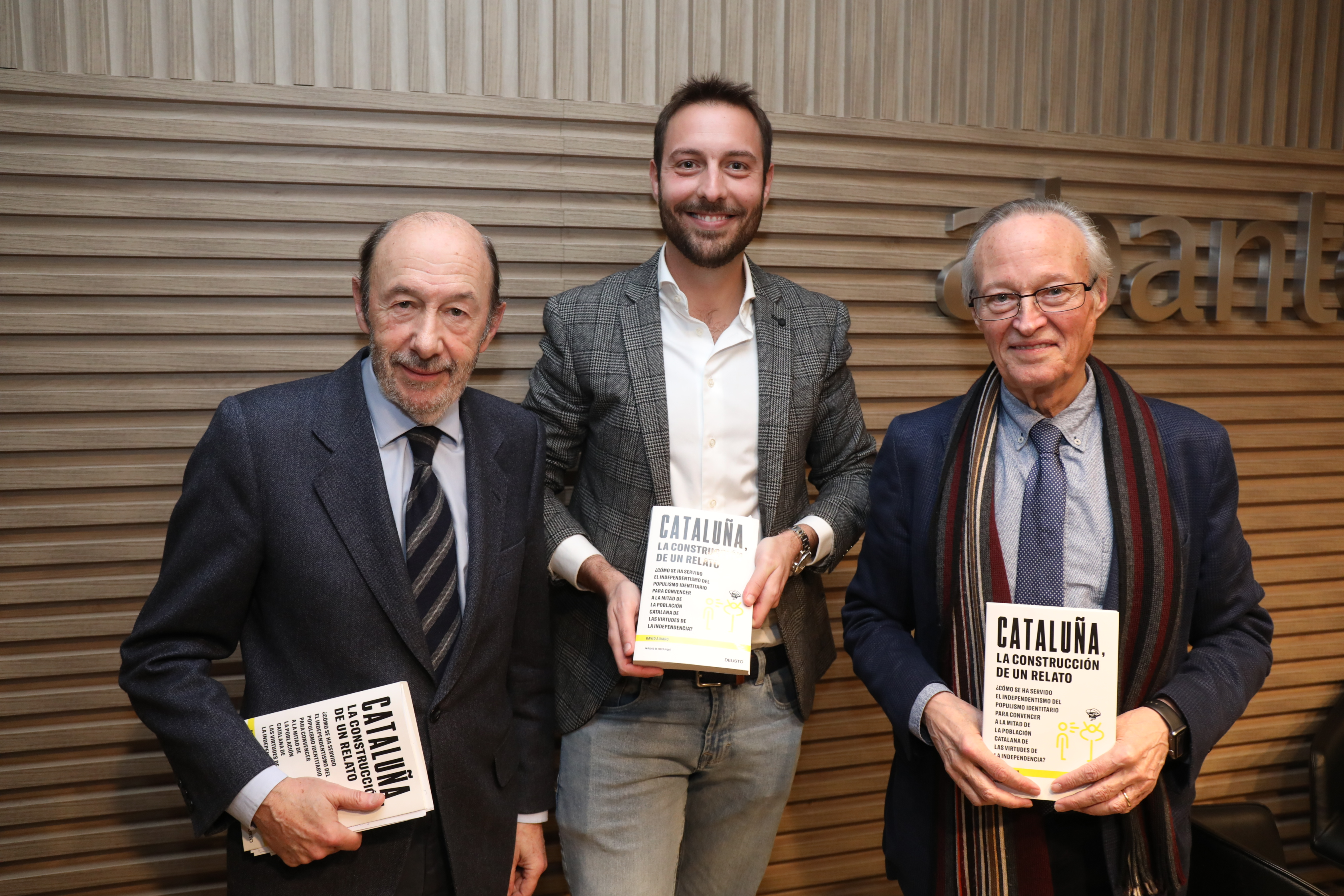
Fotografiado en enero de 2019 junto a Josep Piqué

Tras hacerse efectiva su renuncia al escaño de diputado el 2 de septiembre de 2014, Rubalcaba se reincorporó a su plaza de profesor en el Departamento de Química Orgánica I de la Universidad Complutense de Madrid, y en septiembre de 2016 se integró también en el consejo editorial del periódico El País, del que formó parte hasta julio de 2018.
El 8 de mayo de 2019 sufrió un ictus. Ingresado en estado grave en el Hospital Puerta de Hierro de Majadahonda, falleció dos días después.
Fue despedido con honores de Estado en un velatorio instalado en el Palacio de las Cortes.
El 3 de noviembre de 2020 el ministro del Interior, Fernando Grande-Marlaska, a propuesta del director general de la Policía Nacional, Francisco Pardo, comunicó que se le iban a otorgar las condecoraciones más altas del Cuerpo Nacional de Policía y de la Guardia Civil, la medalla de oro de la Orden del Mérito Policial y la gran cruz de la Orden del Mérito de la Guardia Civil, respectivamente. El otorgamiento de estas distinciones se debió al respaldo de Pérez Rubalcaba a la lucha policial contra la delincuencia organizada y el terrorismo, siendo de significar que en su mandato se produjo el cese definitivo de la actividad armada de ETA mientras ocupaba el cargo de ministro del Interior durante el gobierno de José Luis Rodríguez Zapatero.

## Cargos ocupados
- Director del Gabinete Técnico de la Secretaría de Estado de Universidades e Investigación (1982-1985)
- Director general de Enseñanza Universitaria (1985-1986)
- Secretario general de Educación (1986-1988)
- Secretario de Estado de Educación (1988-1992).
- Ministro de Educación y Ciencia (1992-1993).
- Ministro de la Presidencia (1993-1996).
- Portavoz del Gobierno (1993-1996).
- Diputado en el Congreso por Toledo (1993-1996).
- Diputado en el Congreso por Madrid (1996-2004 y 2011-2014).
- Diputado en el Congreso por Cantabria (2004-2008).
- Diputado en el Congreso por Cádiz (2008-2011).
- Presidente de la Delegación española en la Asamblea de la Unión Interparlamentaria (UIP) (2004-2006).
- Portavoz del PSOE en el Congreso (2004-2006).
- Ministro del Interior (2006-2011).
- Ministro de Defensa en funciones (2008).
- Portavoz del Gobierno (2010-2011).
- Vicepresidente primero del Gobierno de España (2010-2011).
- Secretario general del PSOE (2012-2014).
- Vocal de la Diputación Permanente del Congreso de los Diputados.
- Vocal de la Comisión de Reglamento.
- Presidente del Grupo Parlamentario Socialista.

## Distinciones y condecoraciones
- Gran Cruz de la Orden de Carlos III (10 de mayo de 1996).[47]
- Gran Cruz de la Orden de Alfonso X el Sabio (27 de noviembre de 1998).[48]
- Medalla de Oro de la Orden del Mérito Policial (noviembre de 2020).[46]
- Gran Cruz de la Orden del Mérito de la Guardia Civil (noviembre de 2020).[46]
- Gran Cruz de la Orden del Mérito a la Seguridad (17 de junio de 2025).[49]